# Xq28

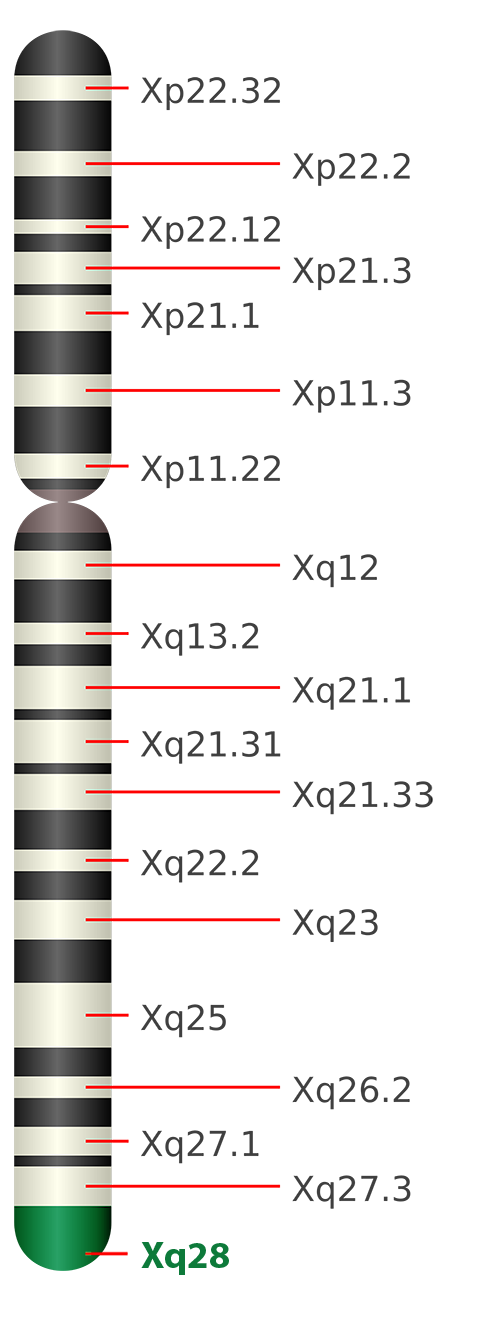
Х-хромосома людини з маркером Xq28 (зелений), що розташований на кінці довгого плеча хромосоми. Дослідження Х-хромосоми, а також всього геному людини, зв'язали Xq28 з спадковістю гомосексуальністю у чоловіків.

Xq28 — це хромосомна група та генетичний маркер, розташований на кінці довгого плеча Х-хромосоми, який вивчався з кінця 1980 року. Група складається з трьох окремих регіонів, загальною площею близько 8 Mbp генетичної інформації. Про цей маркер заговорили у 1993 році, коли дослідження Діна Хемера та інших показали зв'язок між маркером Xq28 та сексуальною орієнтацією чоловіків.

## Первинний зв'язок
Дослідження 1993 року Хемера та співавторів розглядало 114 сімей гей-чоловіків у Сполучених Штатах та виявило збільшення показників гомосексуальності, якщо по материнській лінії дядько чи двоюрідний брат були гомосексуалами. Такої ж кореляції з батьківськими родичами виявлено не було. Ця модель спадкування передбачала, що можуть бути пов'язані гени на Х-хромосомі, оскільки чоловіки завжди успадковують свою копію Х-хромосоми від матерів. Поліморфізми генетичних маркерів Х-хромосоми були проаналізовані у 40 сімей, щоб побачити, чи був певний маркер розділений непропорційно серед  братів, які були геями. Результати показали, що серед гей-братів коефіцієнт узгодженості маркерів з регіону Xq28 був значно більшим, ніж очікувалося, для випадкової сегментації Менделя, що свідчить про те, що існує зв'язок у цій невеликій вибірці. Зроблено висновок, що принаймні одна форма гомосексуальності чоловічої статі переважно передавається через материнську сторону і є генетично пов'язана з регіоном Xq28.
Наступне дослідження, доктора Ху і співавторів (1995), проведене лабораторією Хемера у співпраці з двома групами статистичних експертів у 1995 році, підтвердило оригінальні результати для чоловіків з братами-гомосексуалами, які мають маркер Xq28, з суттєво підвищеними показниками. У це дослідження також включені гетеросексуальні брати, у яких виявили значно менший, ніж очікувалося, поділ маркеру Xq28, як і очікувалось, для генетичного локусу, який в одній формі пов'язаний з одностатевим тяжінням, а в іншій формі пов'язаний з протилежним статевим тяжінням. У цьому дослідженні у жінок-лесбійок не було знайдено жодної посилання на Xq28, що свідчить про інший генетичний шлях, як і для більшості секс-специфічних фенотипів.
Висновки Хемера були виділені в наукових журналах, у тому числі Science, Nature і стали темою міні-симпозіуму в Scientific American.